# Майк Годуин
Майкъл Уейн (Майк) Го̀дуин (на английски: Michael Wayne (Mike) Godwin) е американски юрист и автор на книги. Той е първият юридически съветник на Фондация „Електронна граница“, както и автор на Закона на Годуин. От юли 2007 до октомври 2010 Майк Годуин е главен юрисконсулт на Фондация „Уикимедия“.

## Биография

### Образование
Годуин завършва гимназия в Хюстън, Тексас, след което учи в Университета на Тексас в Остин, откъдето получава бакалавърска степен през 1980. През 1990 се дипломира като доктор по право от Училището по право на Университета на Тексас. През периода 1988—1989 Годуин е редактор на The Daily Texan – студентският вестник на университета.
Докато е в последния семестър от следването си в университета, в началото на 1990, Годуин, който се познава от по-рано със Стийв Джаксън чрез BBS в Остин, помага в популяризирането на делото Steve Jackson Games, Inc. срещу Секретната служба на САЩ. Участието му по-късно бива описано в документалната книга The Hacker Crackdown: Law and Disorder on the Electronic Frontier (1992) на Брус Стърлинг.

### Фондация „Електронна граница“
Във връзка с ангажирането си със случая около Джаксън, през ноември 1990 г. Майк Годуин бива нает от създадената тогава Фондация „Електронна граница“. Като неин пръв юридически съветник, той контролира участието на фондацията в делото между Джаксън и Секретната служба на САЩ. През 1993 делото е спечелено от Джаксън.
В ролята си на юрист на „Електронна граница“, Годуин участва също в делото от 1996 срещу Communications Decency Act (федерален закон в САЩ, целящ ограничаване на „непристойното“ и „нецензурно“ съдържание в Интернет). През 1997 Върховният съд на САЩ решава делото в полза на ищците, позовавайки се на Първата поправка към Конституцията на САЩ. Работата на Годуин над това дело и други дела, свързани с Първата поправка, е отразена в неговата книга Cyber Rights: Defending Free Speech in the Digital Age от 1998; през 2003, в редактиран и разширен вариант, книгата е преиздадена от MIT Press.
| „ | Нека днес бъде първият ден на една нова Американска революция – Цифрова революция, революция съградена не чрез проливане на кръв и конфликти, а на основа на дискусия и разум, както и на вярата ни един в друг. | “ |
| Майк Годуин, заключителни думи по време на делото „Рино срещу Американски съюз за граждански свободи“ | |   |

### Работа в други организации
Годуин също е сътрудничил на Центъра за демокрация и технологии, организация с идеална цел, базирана във Вашингтон (Окръг Колумбия), работеща за развитието на отворен, иновативен и свободен Интернет. Бил е главен кореспондент на IP Worldwide, издание на American Lawyer Media, както и колумнист в списанието The American Lawyer. Майк Годуин е също редактор в списание Reason, където е публикувал интервюта с различни автори на научна фантастика.
От 2003 до 2005 г. Годуин работи в Public Knowledge, неправителствена организация, базирана във Вашингтон (Окръг Колумбия), занимаваща се с право в областта на интелектуалната собственост. В последните години Годуин работи над политики, касаещи авторското право и технологиите, в частност взаимовръзката между digital rights management (DRM) системите и законодателството в САЩ, отнасящо се до авторското право. През този период той успешно оспорва регулации на Федералната комисия по комуникации на САЩ, свързани с налагане на DRM-контролирани ограничения върху телевизионните излъчвания.
| „                                                                     | Избирането на баланс в полза на личните свободи винаги се е доказвало като правилно решение за нас и продължава да бъде такова, дори когато технологиите ни дават нови възможности за упражняване на тези свободи. Индивидуалната ни свобода никога не ни е правила по-слаби; свободата на словото, подкрепена от Мрежата, само би ни направила по-силни. | “ |
| Майк Годуин, „Cyber Rights: Defending Free Speech in the Digital Age“ | |   |

От октомври 2005 г. до април 2007 г. Годуин е изследовател в Йейлския университет, работейки едновременно в Йейлското правно училище и катедрата по компютърни науки към университета. През януари 2009 Годуин е избран за член на борда на директорите на Student Press Law Center, организация с идеална цел, базирана в САЩ, основана с цел защита на свободата на пресата конкретно по отношение на млади журналисти от студентски и ученически издания.

### Фондация „Уикимедия“
На 3 юли 2007 г. Годуин встъпва в длъжност като главен юрисконсулт на Фондация „Уикимедия“, координирайки всички юридически дейности на фондацията, както в САЩ, така и по целия свят. Той също отговаря за оценката на политиките, правилата и оперативните процедури на фондацията и съдейства на Съвета на настоятелите в юридическите въпроси.
Коментирайки самокоригиращата се същност на Уикипедия в интервю за The New York Times, в което той открито признава, че е редактирал статията в енциклопедията за себе си, Годуин казва „най-добрият отговор на злонамереното говорене [в обществото] е [допускането на] още повече [свобода на] говорене“ (на английски: The best answer for bad speech is more speech.)
Когато, през юли 2010, Федералното бюро за разследване на САЩ изисква емблемата му да бъде премахната от Уикипедия, Годуин изпраща отрицателен отговор, описвайки интерпретацията на закона от страна на ФБР като „идиосинкратична [...] и, което е по-важно, неправилна.“
През време на работата си за Фондация „Уикимедия“, Майк Годуин също подпомага активно българоезичната Уикипедия в дейността ѝ по резервиране и регистриране на домейните wikipedia.bg, wikimedia.bg, wikinews.bg и пр., за първия от които юридическите действия по освобождаването му от сайбърскуотърите са все още в ход към февруари 2011.
Годуин напуска Уикимедия на 22 октомври 2010; в разпространената по случая информация категорично се подчертава, че причините за напускането са лични.

### Последваща кариера
На 17 март 2011 г. Годуин е избран за член на борда на Open Source Initiative (OSI) за периода 2011-2012, с вероятно продължение до 2014 г.

## Законът на Годуин
Законът на Годуин (на английски: Godwin's law) е хумористично наблюдение, направено от Годуин през 1989–1990 година, станало пословично за Интернет през годините. То гласи: „Колкото по-дълга става една онлайн дискусия, толкова по-близка до 1 става вероятността в нея да се появи сравнение, свързано с нацистите или Хитлер“. С други думи, Годуин прави саркастичното наблюдение, че за достатъчно дълъг период от време всяка дискусия, без значение от темата и обхвата си, неминуемо завършва с Хитлер и нацистите.

## Годуин в литературата
Героят „Майкъл Годуин“ от книгата The Difference Engine на Брус Стърлинг и Уилям Гибсън носи името на Годуин като благодарност за неговата техническа помощ в свързването на компютрите на двамата автори, позволила им да работят съвместно между Остин, Тексас и Ванкувър, Британска Колумбия.

## Издадени книги
- High Noon on the Electronic Frontier: Conceptual Issues in Cyberspace (1996) ISBN 0-262-62103-7 (въведение)
- Cyber Rights: Defending Free Speech in the Digital Age (1998) ISBN 0-8129-2834-2

- Уебсайт на книгата Cyber Rights
- Резюме на Cyber Rights в сайта на MIT Press Архив на оригинала от 2010-08-04 в Wayback Machine.